# Anemodouri
Anemodouri  este un oraș în Grecia în Prefectura Arcadia.